# The Witching Hour
The Witching Hour er en amerikansk stumfilm fra 1921 af William Desmond Taylor.

## Medvirkende
- Elliott Dexter som Psychic Jack Brookfield
- Winter Hall som Prentice
- Ruth Renick som Viola Campbell
- Robert Cain som Frank Hardmuth
- A. Edward Sutherland som Clay Whipple
- Mary Alden som Helen Whipple
- F. A. Turner som Lew Ellinger